# Chaudron-en-Mauges
Chaudron-en-Mauges korábbi község Franciaország Loire mente régiójában, Maine-et-Loire megyében. 2015. december 15-én tíz másik korábbi községgel egyesült és Montrevault-sur-Èvre új község része lett.
Lakosainak száma 1471 fő (2018. január 1.). Chaudron-en-Mauges Beausse, Botz-en-Mauges, Le Pin-en-Mauges, Saint-Pierre-Montlimart, Saint-Quentin-en-Mauges és La Salle-et-Chapelle-Aubry községekkel határos.

## Népesség
A település népességének változása:
| Lakosok száma | 1540 | 1582 | 1506 | 1551 | 1409 | 1416 | 1453 | 1471 | 1448 | 1471 |
|               | 1962 | 1968 | 1982 | 1990 | 1999 | 2008 | 2011 | 2013 | 2017 | 2018 |